# Вараждин (футбольный клуб)
«Вараждин» (хорв. NK Varaždin) — хорватский футбольный клуб из одноименного города, в жупании Вараждинска, существовавший в 1931—2015 годах. Домашние матчи проводил на стадионе «Анжелко Херявец», вмещающем 10 800 зрителей. Группа болельщиков известна как «белые камни».

## История
Клуб был основан 3 июня 1931 года под именем «Slavija» и существовал до 1941 года. Во время Второй мировой войны клуб временно прекратил своё существование и был реорганизован под названием «Tekstilac» в 1945 году. Название «Вартекс» клуб получил в 1958 году на основе компании текстиля и одежды, которая была основным спонсором.
Первый успех клуб получил в 1938 год, когда получил право на участие в высшем дивизионе чемпионата Королевства Югославии. Крупнейшим успехом в Социалистической Югославии было попадание в финал кубка Югославии в 1961 году, где «Вартекс» проиграл «Вардару» Скопье из Македонии.
«Вартекс» был членом Хорватской Национальной Лиги с момента её основания, то есть с 1991 года, до сезона-2011/12 включительно (в 2010 году переименован в «Вараждин»), когда вследствие двух неявок на игры было приостановлено членство клуба в Хорватском футбольном союзе, а команда была спущена в 7-ю лигу, однако в 2013 году переведена в 3-ю лигу.
В 2015 году клуб был подвергнут банкротству, а его место занял клуб «Вараждин», созданный в 2012 году. По итогам сезона-2016/17 «Вараждин» вышел во Вторую лигу, а в сезоне-2018/19 занял 1-е место во Второй лиге и вышел в Первую лигу (высший дивизион).
В 2011 году сторонниками «Вартекса», недовольными ситуацией в клубе с отстранением от соревнований и сменой названия, была основана любительская команда «Вартекс».

## Достижения
- Чемпионат Хорватии
  - Третье место (3): 1995/96, 2002/03, 2005/06
- Кубок Хорватии
  - Финалист (6): 1995/96, 1997/98, 2001/02, 2003/04, 2005/06, 2010/11

## «Вараждин» в еврокубках
| Сезон   | Турнир                   | Раунд     | Соперник           | Дома       | В гостях | Общий счет  |  |
| ------- | ------------------------ | --------- | ------------------ | ---------- | -------- | ----------- |  |
| 1996/97 | Кубок обладателей кубков | предв.    | Унион (Люксембург) | 2–1        | 3–0      | 5–1         |  |
| 1996/97 | Кубок обладателей кубков | 1/16      | Локомотив (Москва) | 2–1        | 0–1      | 2–2 (г)     |  |
| 1998/99 | Кубок обладателей кубков | 1/16      | Рудар (Веленье)    | 1–0        | 1–0      | 2–0         |  |
| 1998/99 | Кубок обладателей кубков | 1/8       | Херенвен           | 4–2 (д.в.) | 1–2      | 5–4         |  |
| 1998/99 | Кубок обладателей кубков | 1/4       | Мальорка           | 0–0        | 1–3      | 1–3         |  |
| 2000    | Кубок Интертото          | 1-й       | Локомотив-96       | 2–2        | 2–1      | 4–3         |  |
| 2000    | Кубок Интертото          | 2-й       | Бранн              | 3–0        | 0–3      | 3–3 (5–4 п) |  |
| 2000    | Кубок Интертото          | 3-й       | Ростельмаш         | 1–2        | 1–0      | 2–2 (г)     |  |
| 2001/02 | Кубок УЕФА               | квал.     | Вадуц              | 6–1        | 3–3      | 9–4         |  |
| 2001/02 | Кубок УЕФА               | 1/64      | Астон Вилла        | 0–1        | 3–2      | 3–3 (г)     |  |
| 2001/02 | Кубок УЕФА               | 1/32      | Брондбю            | 3–1        | 0–5      | 3–6         |  |
| 2002/03 | Кубок УЕФА               | квал.     | Дандолк            | 5–0        | 4–0      | 9–0         |  |
| 2002/03 | Кубок УЕФА               | 1/64      | Мидтьюлланн        | 1–1        | 0–1      | 1–2         |  |
| 2003/04 | Кубок УЕФА               | квал.     | Левадия            | 3–2        | 3–1      | 6–3         |  |
| 2003/04 | Кубок УЕФА               | 1/64      | Дебрецен           | 1–3        | 2–3      | 3–6         |  |
| 2005    | Кубок Интертото          | 1-й       | Динамо (Тирана)    | 4–1        | 1–2      | 5–3         |  |
| 2005    | Кубок Интертото          | 2-й       | Интер (Турку)      | 4–3        | 2–2      | 6–5         |  |
| 2005    | Кубок Интертото          | 3-й       | Ланс               | 1–1        | 1–4      | 2–5         |  |
| 2006/07 | Кубок УЕФА               | 1-й квал. | Тирана             | 1–1        | 0–2      | 1–3         |  |
| 2011/12 | Лига Европы              | 1-й квал. | Лузитанс           | 5–1        | 1–0      | 6–1         |  |
| 2011/12 | Лига Европы              | 2-й квал. | Искра-Сталь        | 3–1        | 1–1      | 4–2         |  |
| 2011/12 | Лига Европы              | 3-й квал. | Динамо (Бухарест)  | 1–2        | 2–2      | 3–4         |  |